# Achille Fazzari
Achille Fazzari, né le 28 mars 1839 à Stalettì et mort le 20 novembre 1910 à Copanello, Stalettì, est un patriote, homme politique et entrepreneur italien.

## Biographie

### Naissance et famille
Achille Fazzari est le fils d'Annunziato Fazzari, partisan de l'insurrection dans le royaume des Deux-Siciles de 1847 à Reggio de Calabre et condamné à mort en 1851, et de Maria Fulciniti. Achille Fazzari ne peut se permettre une éducation supérieure car sa famille a des problèmes économiques.
Il épouse Manny Rossi, fille du sénateur Giuseppe Rossi, qui lui donnera six enfants : Moltke, Corrado, Spartaco, Gemma, Maria et Elsa.

### Carrière militaire
En 1857, Fazzari est enrôlé dans l'armée bourbonienne de laquelle il déserte en 1860 pour rejoindre les troupes de Giuseppe Garibaldi. Avec le grade de major, il participe en 1867 à la campagne de l'Agro Romano pour la libération de Rome au cours de laquelle il est blessé à la jambe.
Il participe à la prise de Rome en 1870 et il y rencontre Giuseppe Garibaldi.
Entre 1870 et 1874, il fait construire le Palazzo Fazzari dans le centre de Catanzaro par l'architecte florentin Federico Andreotti.

### Engagement politique
Achille Fazzari se réclame de la droite historique et soutenait le monarchisme ainsi que le colonialisme.
Le 7 janvier 1875, Fazzari est élu député du collège de Chiaravalle Centrale. Il se représente ensuite jusqu'à la XVIe législature du royaume d'Italie puis se démet finalement le 12 juin 1887 en raison du refus de réconciliation du pape avec l’État italien.
En 1892, il fonde le journal Il Torneo qui cessera d'être imprimé sept mois plus tard.

### Activités d'entrepreneur

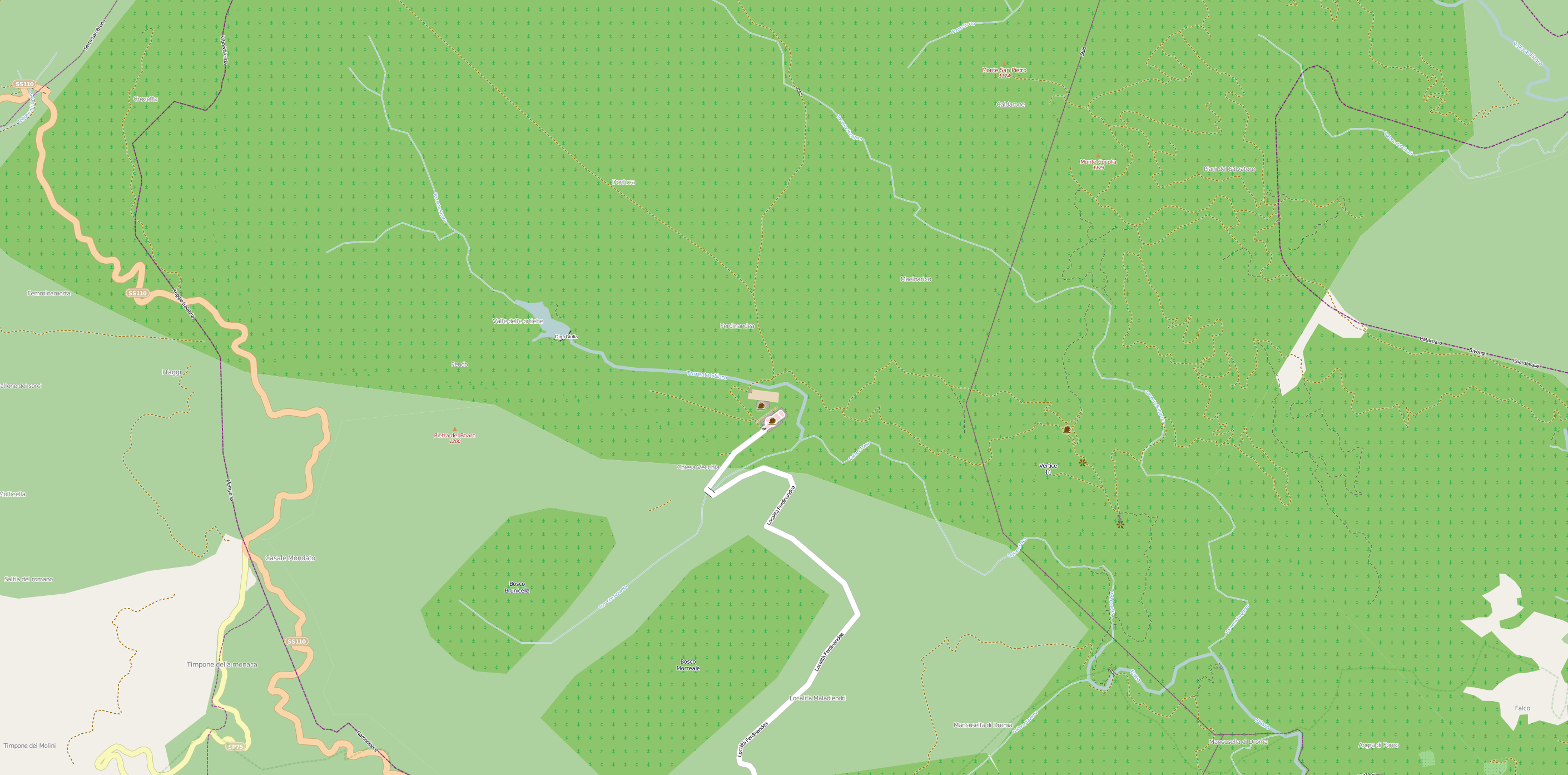
Carte du domaine de Ferdinandea.

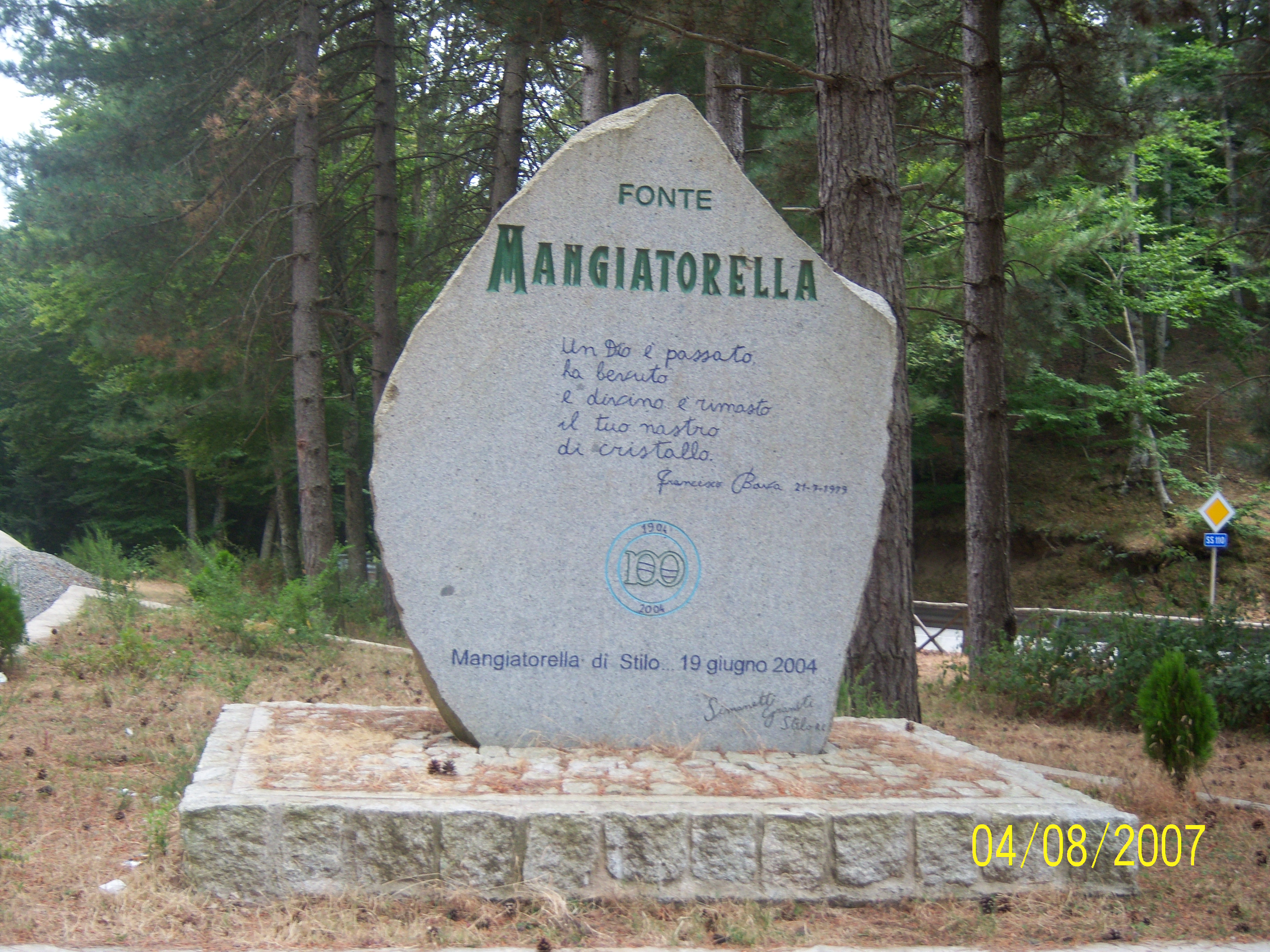
Source de la Mangiatorella.

Achille Fazzari acquiert en 1875 de nombreuses terres en Calabre dans la zone de Mongiana ainsi que le domaine de 3 600 hectares de Ferdinandea, à cheval sur les communes de Stilo, Bivongi, Brognaturo, Mongiana et Serra San Bruno, qui comprenait une villa ainsi que des mines de fer et de plâtre. Il fait de nombreux prêts à la Banque nationale de Toscane ainsi qu'à la Banca Romana jusqu'en 1892 quand son activité est compromise par le scandale de la Banca Romana qui met en lumière en Italie les phénomènes de collusion entre l'élite politique et l'élite bancaire. Fazzari répond en attaquant en justice la Banque d'Italie qui selon ses dires lui devait la somme de 5 millions de lires.
En 1875, il fait construire sur son domaine de Ferdinandea et sur les terres des communes avoisinantes un chemin de fer de 32 kilomètres ainsi qu'un funiculaire de 5 kilomètres (ce sont les premiers chemins de fer et funiculaires de la région), des fonderies et un petit port commercial aux abords de Monasterace.
À la fin du XIXe siècle, Achille Fazzari rachète les vestiges du monastère de Vivarium à Copanello Alto et le transforme. Il ajoute deux ailes au bâtiment et trois cours où il fait construire de grandes machines servant à l'extraction de l'huile d'olive. En effet, il s'adonne au commerce d'huile d'olive en association avec Nicola Cricelli. Les bouteilles étaient ensuite transportées à Catanzaro Lido d'où elles partaient à bord d'un bateau à vapeur pour la ville de Trieste qui se trouvait alors dans l'empire d'Autriche. Après quelques années, l'apparition de fabriques industrielles d'huile d'olive rend l'installation totalement inutile. Fazzari fait alors appeler un architecte florentin pour transformer la bâtisse en une résidence estivale pour lui et sa famille, la Casa Fazzari,.
En 1868, Achille Fazzari s'associe avec Luigi Caruso et Menotti Garibaldi pour superviser les travaux pour la construction d'un tunnel passant à travers la Coscia di Stalettì : la Galleria di Stalettì. Celui-ci permet de relier Copanello Alto (et donc par là les bourgs de Stalettì, de Montauro et toute la côte au sud) au territoire de l'actuel Copanello Lido (d'où la route menait à Squillace et à Catanzaro). Ce tunnel, encore utilisé actuellement et dans lequel passe la route nationale 106 Jonica, ayant été construit sur des terres appartenant au Fazzari, une indemnité lui est reversée l'année suivante,,.
En 1904, il fait analyser l'eau d'une source, situé sur la commune de Stilo et lui appartenant, et crée la marque d'eau en bouteille Mangiatorella, toujours existante aujourd'hui et produisant actuellement 160 millions de litres d'eau par an.

### Décès
Souffrant de néphrite dans la dernière partie de sa vie, Achille Fazzari s'éteint dans sa maison Casa Fazzari dans le hameau de Copanello Alto à Stalettì le 20 novembre 1910.

## Œuvres
- A proposito dei provvedimenti finanziari. Idee di un agricoltore e pescatore, Rome, 1894.
- Statuto per la istituzione di una colonia di pescatori e agricoltori nel golfo di Squillace, 1894.
- Cinque lettere con le quali A. Fazzari ha inviato lo statuto per la colonia nel Golfo di Squillace, 1894.
- Il matrimonio annullato di Garibaldi, 1909.